# 李崇德 (唐朝)
李崇德（？—？），祖籍赵郡柏人县（今河北省邢台市隆尧县），出自赵郡李氏东祖，唐朝官员。

## 生平
李义府地位显赫之后，自称家族出自赵郡，与赵郡李氏叙辈份，那些品行不端的人无原则附合李义府，想着李义府的权势，尊李义府为父兄辈的人很多。给事中李崇德也与李义府通谱叙辈份，等到李义府被外调为普州刺史，李崇德就从谱牒中删掉了李义府，李义府听说后怀恨在心。显庆四年（659年），李义府重新回朝担任吏部尚书、同中书门下三品，他派人诬陷李崇德的罪行，李崇德被关进监狱后自杀。

## 家庭

### 祖父
- 李元操，隋朝上仪同三司、金州刺史

### 父亲
- 李允王，唐朝武安县县尉

### 兄弟
- 李崇业，唐朝滑州司户参军

### 子女
- 李谦，唐朝定州长史
- 李诚，唐朝大理少卿
- 李谌，唐朝鄂州司户参军

## 延伸阅读
[在维基数据编辑]
 《明史卷二百九十一》，出自《明史》